# Labtayt Sulci
I Labtayt Sulci sono una struttura geologica della superficie di Encelado.